# Rhodophaea acrobasella
Rhodophaea acrobasella är en fjärilsart som beskrevs av Hans Rebel 1915. Rhodophaea acrobasella ingår i släktet Rhodophaea och familjen mott. Inga underarter finns listade i Catalogue of Life.